# Дастин Хофман
Дастин Ли Хофман (енгл. Dustin Lee Hoffman; Лос Анђелес, 8. август 1937) амерички је глумац. Прославио се глумећи у филмовима са краја 1960-их и 1970-их година: Дипломац, Лептир, Маратонац и Крамер против Крамера, за који је добио Оскара 1979. године као најбољи главни глумац.

## Биографија
Хофман је рођен 8. августа 1937. године у Лос Анђелесу (Калифорнија), од јеврејскоамеричких родитеља Харија Хофмана и Лилијан Голд. Мајка му је дала име по глумцу из немих филмова Дастину Фарнуму (Dustin Farnum). Након што је завршио Los Angeles High School, похађа лосанђелоски Конзерваторијум са намером да буде пијаниста. После тога ишао је на колеџ „Санта Моника”, али пропада због веома лоших оцена. Касније уписује часове глуме и почиње да се бави глумом. Његов први филм је био The Tiger Makes Out (1967), а у истој тој години игра у филму Дипломац, за кога је номинован за Оскара. Касније су уследили многи филмови, као што су: Поноћни каубој (1969), Лептир (1973), Крамер против Крамера (за кога добија свог првог Оскара 1979. године), Тутси (1982) и Кишни човек (1988), за кога добија свог другог Оскара као најбољи главни глумац.

## Приватни живот
Хофман има двоје деце (Карина и Џена) са бившом супругом Ен Берн и још четворо (Џејкоб, Максвел, Ребека и Александра) са садашњом супругом Лисом Готсеген. Хофман има и двоје унука. Добар је пријатељ са глумцима Џином Хекманом и Робертом Дувалом, са којима је учио глуму.

## Награде
- Добитник Оскара као најбоља главна улога у филму Крамер против Крамера, 1979. године
- Добитник Оскара као најбоља главна улога у филму Кишни човек, 1988. године
- Добитник Златног глобуса као најбоља главна улога у филму Крамер против Крамера, 1980. године
- Добитник Златног глобуса као најбоља главна улога у филму Тутси, 1983. године
- Добитник Златног глобуса као најбоља главна улога у филму Кишни човек, 1989. године

## Филмографија
| Улоге Дастина Хофмана |                                            |                         |                                          |          |
| Година                | Српски назив                               | Изворни назив           | Улога                                    | Напомена |
| 1966.                 |                                            |                         | Zoditch                                  |          |
| 1966.                 |                                            |                         | Hanus Wicks                              |          |
| 1967.                 |                                            |                         | Hap                                      |          |
| 1967.                 | Дипломац                                   | The Graduate            | Benjamin Braddock                        |          |
| 1968.                 |                                            |                         | Jason Fister                             |          |
| 1969.                 |                                            |                         | A 'Sunday Father'                        |          |
| 1969.                 | Поноћни каубој                             | Midnight Cowboy         | Enrico Salvatore 'Ratso' Rizzo           |          |
| 1969.                 |                                            |                         | John                                     |          |
| 1970.                 |                                            |                         | Jack Crabb                               |          |
| 1971.                 |                                            |                         | verteller/vader                          |          |
| 1971.                 |                                            |                         | Georgie Soloway                          |          |
| 1971.                 | Пси од сламе                               | Straw Dogs              | David Sumner                             |          |
| 1972.                 |                                            |                         | Alfredo                                  |          |
| 1973.                 | Лептир                                     |                         | Louis Dega                               |          |
| 1974.                 |                                            |                         | Lenny Bruce                              |          |
| 1976.                 | Сви председникови људи                     | All the President's Men | Carl Bernstein                           |          |
| 1976.                 | Маратонац                                  | Marathon Man            | Thomas Babington 'Babe' Levy             |          |
| 1978.                 |                                            |                         |                                          |          |
| 1978.                 | Провалник на слободи                       |                         | Max Dembo                                |          |
| 1979.                 |                                            |                         | Wally Stanton                            |          |
| 1979.                 | Крамер против Крамера                      | Kramer vs. Kramer       | Ted Kramer                               |          |
| 1982.                 | Тутси                                      | Tootsie                 | Michael Dorsey/Dorothy Michaels          |          |
| 1985.                 |                                            |                         | Willy Loman                              |          |
| 1987.                 |                                            |                         | Chuck Clarke                             |          |
| 1988.                 | Кишни човек                                | Rain Man                | Raymond Babbitt                          |          |
| 1989.                 |                                            |                         | Vito McMullen                            |          |
| 1990.                 | Дик Трејси                                 | Dick Tracy              | Mumbles                                  |          |
| 1991.                 |                                            |                         | Milquetoast the Cross-Dressing Cockroach | глас     |
| 1991.                 | Били Батгејт                               |                         | Dutch Schultz                            |          |
| 1991.                 | Кука                                       | Hook                    | Capt. James S. Hook                      |          |
| 1992.                 | Херој                                      | Hero                    | Bernard 'Bernie' Laplante                |          |
| 1995.                 | Смртоносни вирус                           |                         | Col. Sam Daniels                         |          |
| 1996.                 |                                            |                         | Walt 'Teach' Teacher                     |          |
| 1996.                 | Спавачи                                    |                         | Danny Snyder                             |          |
| 1997.                 |                                            |                         | Max Brackett                             |          |
| 1997.                 | Ратом против истине                        |                         | Stanley Motss                            |          |
| 1998.                 | Сфера                                      | Sphere                  | Dr. Norman Goodman                       |          |
| 1999.                 |                                            |                         | The Conscience                           |          |
| 2001.                 |                                            |                         |                                          | глас     |
| 2002—2003.            |                                            |                         | Benedict Arnold                          | глас     |
| 2002.                 |                                            |                         | Ben Floss                                |          |
| 2003.                 | Лака лова                                  |                         | Винстон Кинг                             |          |
| 2003.                 | Одбегла порота                             |                         | Wendell Rohr                             |          |
| 2004.                 | У потрази за Недођијом                     | Finding Neverland       | Charles Frohman                          |          |
| 2004.                 |                                            |                         | Bernard                                  |          |
| 2004.                 | Упознајте Фокерове                         | Meet the Fockers        | Bernie Focker                            |          |
| 2004.                 | Серија несрећних догађаја Лемонија Сникета |                         | The Critic                               |          |
| 2005.                 |                                            |                         | Tucker                                   |          |
| 2005.                 |                                            |                         | Meyer Lansky                             |          |
| 2005.                 |                                            |                         |                                          |          |
| 2006.                 |                                            |                         | Dr. Jules Hilbert                        |          |
| 2006.                 |                                            |                         | Guiseppe Baldini                         |          |
| 2006.                 |                                            |                         |                                          |          |
| 2006.                 |                                            |                         | Mr. Magorium?                            |          |
| 2006.                 |                                            |                         |                                          |          |
| 2008.                 | Кунг фу панда                              |                         | Шифу                                     | глас     |

### Познати глумци са којима је сарађивао
- Том Круз (Кишни човек)
- Енди Гарсија (Херој)
- Џина Дејвис (Херој)
- Морган Фриман (Outbreak)
- Кјуба Гудинг Млађи (Outbreak)
- Шерон Стоун (Сфера)
- Самјуел Л. Џексон (Сфера)
- Џин Хекман (Runaway Jury)
- Роберт де Ниро (Упознајте Фокерове)
- Шон Конери (Породични послови)